# Joachim Upmeyer
Joachim Upmeyer (* 11. April 1914 in Johannesburg; † 15. Mai 1987 in Borgholzhausen) war ein deutscher Kommunalpolitiker und ehrenamtlicher Landrat (FDP).

## Leben und Beruf
Nach dem Schulbesuch absolvierte er eine kaufmännische und eine landwirtschaftliche Ausbildung und war anschließend als Kaufmann und als Landwirt tätig. Er war verheiratet.
Upmeyer war von 1948 bis 1969 Mitglied des Rates der Stadt Borgholzhausen, gleichzeitig war er Bürgermeister.
Mitglied des Kreistages des damaligen Landkreises Halle (Westf.) war er vom 22. Dezember 1948 bis zum 3. Dezember 1959. Vom 27. November 1952 bis zum 20. November 1958 war Upmeyer Landrat des Kreises. 
Von 1953 bis 1960  war er Mitglied der Landschaftsversammlung des Landschaftsverbandes Westfalen-Lippe.